# Mariana Zúñiga
Mariana Zúñiga Varela (Santiago, 12 de julio de 2002) es una  deportista chilena que compite en la disciplina de tiro con arco adaptado.
Clasificó a los Juegos Paralímpicos de Tokio 2020, donde compitió en la modalidad de arco compuesto. En dicho evento, obtuvo la medalla de plata en dicha especialidad. 
En 2022 se convirtió en la primera atleta paralímpica en obtener una medalla en unos Juegos Suramericanos convencionales tras adjudicarse el bronce en la competencia de arco compuesto mixto junto a Alejandro Martin.
En 2023 participó tanto en los Juegos Panamericanos como en los Juegos Parapanamericanos realizados en Santiago de Chile, siendo la única representante chilena en participar de ambos eventos. En estos últimos obtuvo medalla de plata en la competencia de arco compuesto Open femenino.

## Vida personal
Durante el embarazo de su madre se le diagnosticó mielomeningocele, para lo cual tuvieron que realizarle una operación intrauterina, una de las primeras realizadas en Latinoamérica, que permitió revertir una hidrocefalia. Si bien la operación ha mejorado su calidad de vida, como secuela debe utilizar una silla de ruedas.
Actualmente estudia psicología en la Universidad Católica de Chile.

## Trayectoria deportiva
Cuando tenía 10 años vio la película Valiente donde la protagonista practica tiro con arco, cuestión que la inspiró para comenzar a practicar dicho deporte.
En el Torneo Ranking Mundial de tiro con arco, realizado en Santiago, obtuvo la medalla de oro en la competencia de arco compuesto femenino por equipos, junto a Claudia Moraga y María Gabriela Pérez.
En 2020 obtuvo la victoria en la Online Archery Cup organizada por la World Archery Americas.
En 2021 en el Parapanamericano de Monterrey de la especialidad consiguió doble récord panamericano, una medalla de bronce junto a Javier Basualto en la competencia de equipos mixtos, y otra de oro en individual. Esto le permitió asegurar su clasificación a los Juegos Paralímpicos de Tokio 2020.
El 30 de agosto de 2021 obtuvo medalla de plata en tiro al arco en su debut en los Juegos Paralímpicos de Tokio 2020 en la modalidad de arco compuesto.
El año siguiente obtuvo la medalla de bronce en la disciplina de arco compuesto mixto en los Juegos Suramericanos de 2022, junto a Alejandro Martin.